# Morazán megye
Morazán Salvador egyik megyéje. Az ország északkeleti részén terül el. Székhelye San Francisco Gotera.

## Földrajz
Az ország északkeleti részén elterülő megye északon Hondurasszal, keleten La Unión, délen és nyugaton pedig San Miguel megyével határos.

## Népesség
Ahogy egész Salvadorban, a népesség növekedése Morazán megyében is gyors. A változásokat szemlélteti az alábbi táblázat:
| Év   | Lakosság |
| ---- | -------- |
| 1971 | 156 052  |
| 1992 | 160 146  |
| 2007 | 174 406  |